# Königsegg-Rottenfels Lajos
Kőnigsegg-Rottenfels Lajos (Feltót, 1874. április 11. – Szekszárd, 1930. február 25.) utazó, író, császári és királyi őrnagy, II. Menelik etióp császár kormánytanácsosa.

## Élete
1910 körül Abesszíniában II. Menelik császár tanácsosa volt, 1924-től Sopronban élt.
Útirajzai, illetve cikkei a következő lapokban jelentek meg: Köztelek, Az Újság, Budapesti Hírlap, Pesti Hírlap, Világ.

### Családja
Szülei Kőnigsegg-Rottenfels Fidél József és csicseri és monorlaki Ormos Irén Teréz voltak. Összesen két felesége volt: Saárossy-Kapeller Edit és Roger Rozália. Két házasságából 4 gyermek született: Alice Hermine (1915–1970), Maximilian (1916–1997), Olga és Marietta.

## Fő műve
- Menelik császár birodalma